# Schwarzbach (Murbach)
Der Schwarzbach ist ein linker Zufluss des Murbachs in Oberbayern.